# Macrodactylus dimidiatus
Macrodactylus dimidiatus är en skalbaggsart som beskrevs av Guérin-Méneville 1844. Macrodactylus dimidiatus ingår i släktet Macrodactylus och familjen Melolonthidae. Inga underarter finns listade i Catalogue of Life.